# Friedrich-Wilhelm-Denkmal (Bad Liebenwerda)

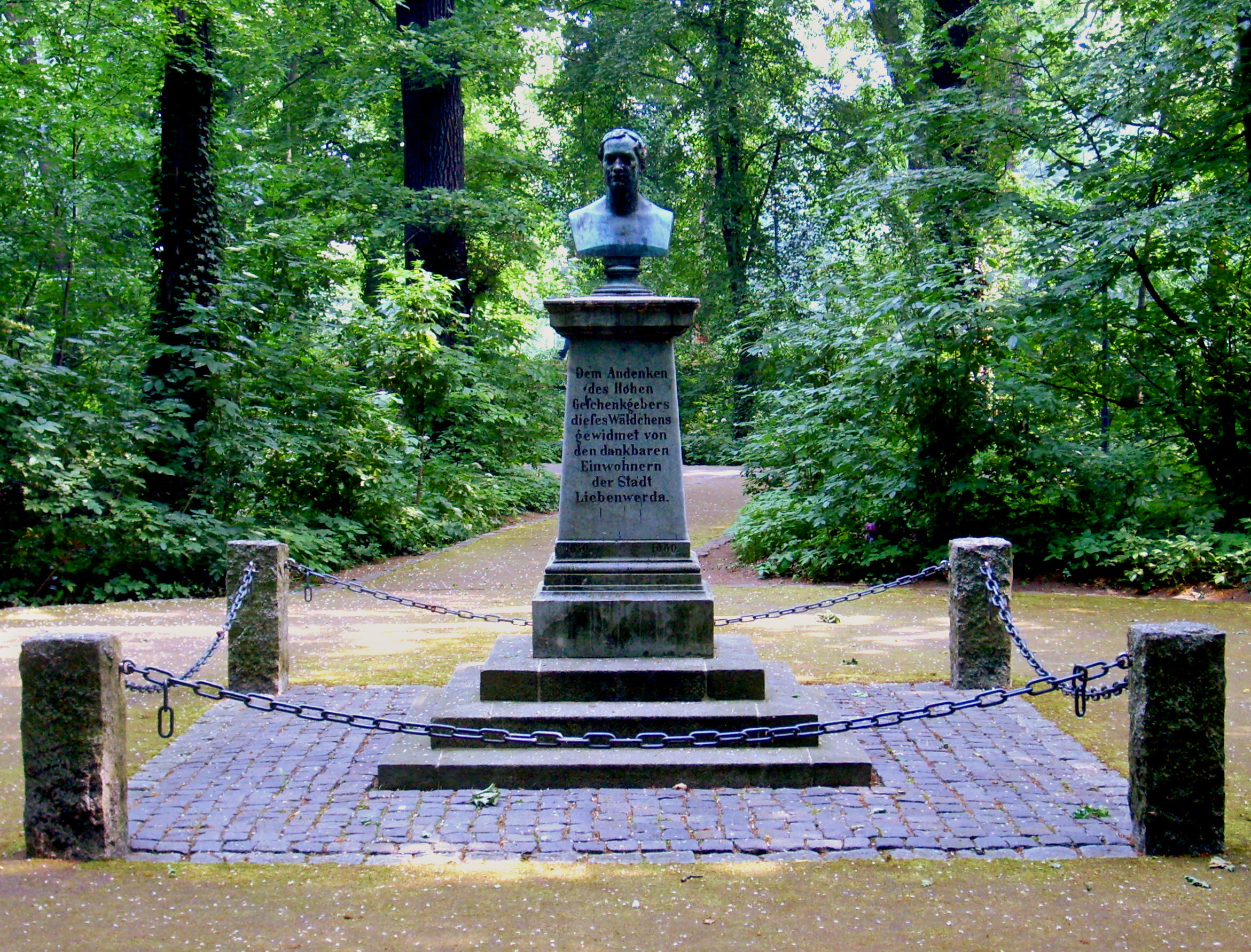
Friedrich-Wilhelm-Denkmal (2008)

Das Friedrich-Wilhelm-Denkmal befindet sich im sogenannten Wäldchen, im Zentrum des Kurparks der Kurstadt Bad Liebenwerda im südbrandenburgischen Landkreis Elbe-Elster. Das im Jahre 1882 eingeweihte Denkmal gedenkt dem preußischen König Friedrich Wilhelm III. (1770–1840). Es befindet sich heute auf der Denkmalliste des Landes Brandenburg und ist somit unter Schutz gestellt.

## Beschreibung
Erschaffen wurde das Denkmal im Jahre 1880 von Christian Daniel Rauch (1777–1857), der einer der bedeutendsten und erfolgreichsten Bildhauer des deutschen Klassizismus war. Gegossen wurde es in der Kunstgießerei Lauchhammer. Eingeweiht wurde das Denkmal im Jahre 1882. 
Die sich auf einem Steinsockel befindliche Bronzebüste stellt den preußischen König Friedrich Wilhelm III. (1770–1840) dar.

## Geschichte
Friedrich Wilhelm III. gilt als Stifter des sogenannten Wäldchens, dem Kernstück des heutigen Kurparks von Bad Liebenwerda. Das die Schlossellern genannte Waldstück befindet sich unmittelbar nordöstlich des einstigen Schlosses Liebenwerda. Diese befanden sich bis Anfang des 19. Jahrhunderts in fiskalischen Besitz und sollten verkauft werden. Das Gelände war allerdings bereits zu diesem Zeitpunkt bei der einheimischen Bevölkerung ein beliebtes Naherholungsziel und der Stadtmagistrat bat in einem Immediatgesuch an den preußischen König am 22. Februar 1830 um die kostenlose Überlassung des Grundstücks zum Zwecke der Verschönerung der Stadt und zur städtischen Naherholung.
Dem Gesuch wurde entsprochen und am 31. März 1830 der Stadt zum vollen unveräußerlichen Eigentum überlassen unter der Bedingung es zur Verschönerung der Stadt und Kultur zu nutzen. Fortan entwickelte sich aus den Schlossellern der Wäldchen genannte Stadtpark von Liebenwerda, der die Anlage von Wegen und das Aufstellen von Brücken und Bänken zur Folge hatte.
Im Herzen des Parks wurde schließlich im Jahre 1882 aus Dankbarkeit dem Stifter zu Ehren das Friedrich-Wilhelm-Denkmal errichtet und unter großer Teilnahme der einheimischen Bevölkerung festlich eingeweiht. Im Grundstein des Denkmals wurde eine Zinktafel mit Urkunden und weiteren Schriftstücken eingemauert.

## Wahrheit oder Dichtung?
Einer überlieferten Anekdote nach soll die Zusage unter Hilfe des Grafen Ferdinand Joseph von Harrach zu Rohrau (1763–1841) erfolgt sein. Von Harrach war Vater der Fürstin Liegnitz (1800–1873), der zweiten Ehefrau des preußischen Königs und weilte zum Zwecke der Jagd und Erholung zuweilen in Liebenwerda, wo er wohl gern im Gasthof Zum Weißen Roß abstieg. Während eines dieser Aufenthalte soll sich der Graf ein Bein gebrochen haben. Aus Dankbarkeit über die ihm anschließend entgegengebrachte Fürsorge durch die einheimische Bevölkerung während seines unfreiwillig verlängerten Aufenthaltes in der Stadt nutzte er seinen Einfluss auf die Königin, welche ihrerseits den preußischen König während eines bei einer Durchfahrt getätigten kurzen Zwischenaufenthalts zu diesem Geschenk überredete.
Diese Anekdote war in einer ähnlichen Form bereits im Jahre 1908 in einem in der heimatkundlichen Schriftenreihe Die Schwarze Elster erschienenen Aufsatz veröffentlicht worden. Auch wenn bekannt ist, dass der preußische König die Postroute Berlin–Dresden persönlich kannte und befuhr, der damalige Verfasser des Aufsatzes wusste seinerzeit nicht zu berichten, ob es sich bei der Anekdote um eine Dichtung oder tatsächlich die Wahrheit handelte.
Die benachbarte Stadt Wahrenbrück versuchte einige Jahre später ebenfalls ein sogenanntes Gnadengeschenk vom preußischen König zu erlangen, um ein Denkmal für den in Wahrenbrück geborenen Musiker Carl Heinrich Graun (1704–1759) zu errichten. Es dauerte anschließend 23 Jahre, bis das Graun-Denkmal im Jahre 1869 Wirklichkeit wurde.

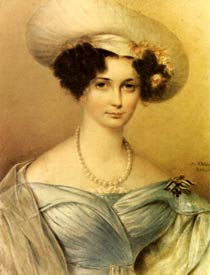
Auguste Fürstin Liegnitz
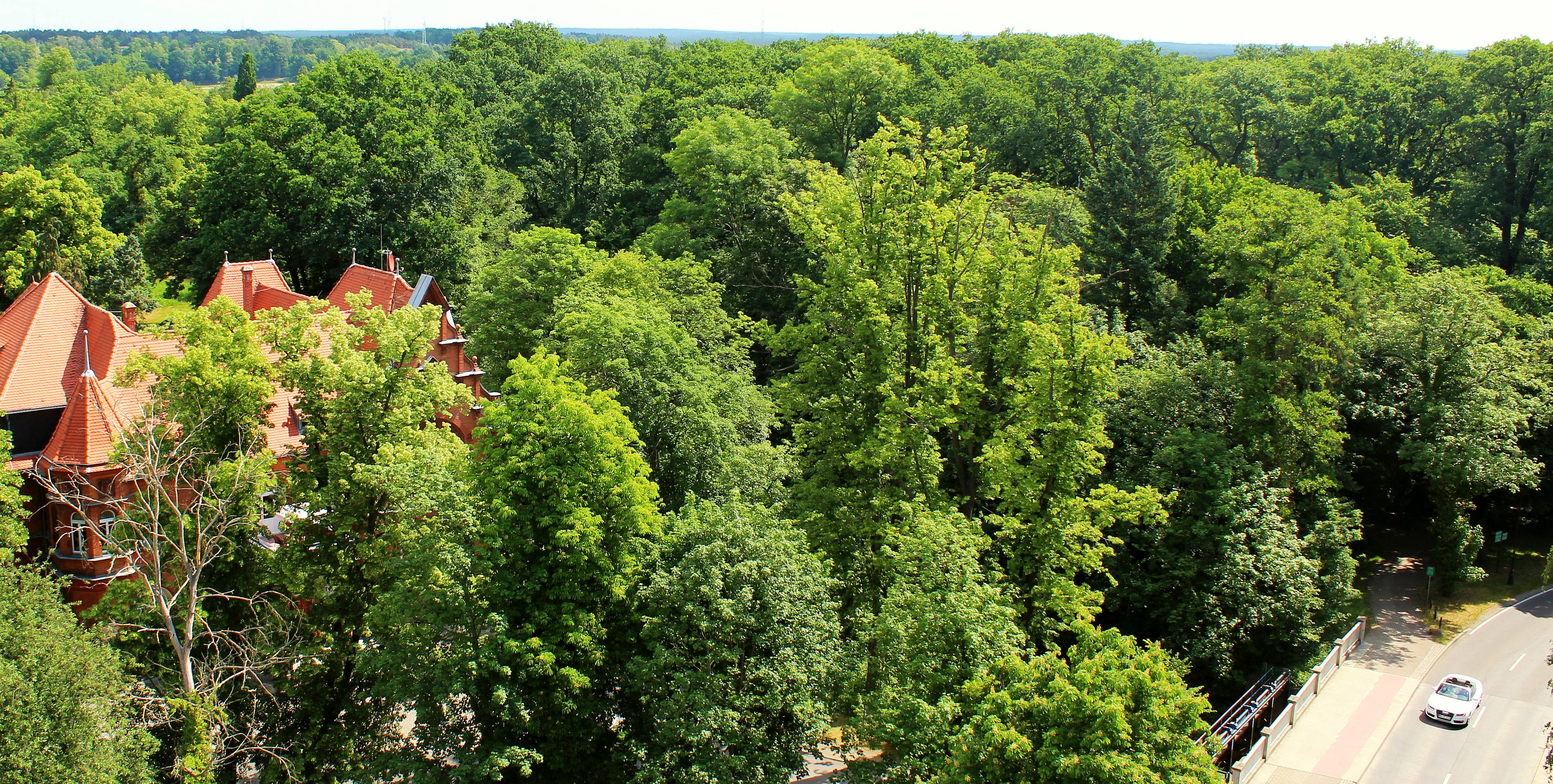
Blick vom Bad Liebenwerdaer Lubwartturm auf das Wäldchen
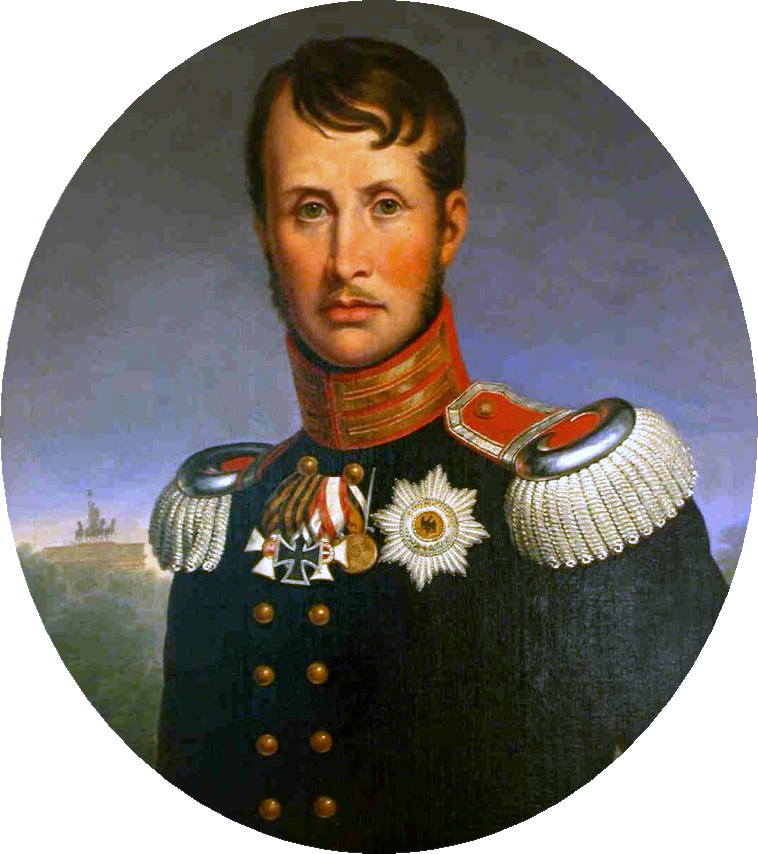
Friedrich Wilhelm III.